# Firebats de Valence
Stade
Maillots
Champion 2006, 2007, 2009, 2015
Les Firebats de Valence (Valencia Firebats en espagnol) est un club espagnol de football américain fondé en avril 1993 et basé à Valence.

## Palmarès
- Champion d'Espagne : 2006, 2007, 2009, 2015.